# NHL 1925/26
Die NHL-Saison 1925/26 war die neunte Spielzeit in der National Hockey League. Sieben Teams spielten jeweils 36 Spiele. Der im Vorjahr geplante Modus für die Endrunde wurde dieses Mal auch umgesetzt. Zum letzten Mal musste sich die NHL mit einer anderen Liga um den Stanley-Cup-Gewinn messen. Die Montreal Maroons, die im NHL-Finale den Tabellenführer, die Ottawa Senators ausgeschaltet hatten, holten mit einem 3:1 gegen den Titelverteidiger, die Victoria Cougars, den Cup in die NHL zurück. In New York war Eishockey ein großer Erfolg. Die New York Americans hatten das Team der ausgeschlossenen Hamilton Tigers übernommen. Als Halle diente der Madison Square Garden, in dem ein Spiel gegen die Montréal Canadiens von unglaublichen 17.000 Zuschauern gesehen wurde. Das andere neue Team, die Pittsburgh Pirates, startete mit einer Tragödie in die Saison. Sie trafen in ihrem ersten Spiel auf die Montréal Canadiens, in deren Tor wie in allen Spielen der letzten 15 Jahre die NHL-Legende Georges Vezina stand. Vezina hatte Fieber und brach im ersten Drittel zusammen. Die Ärzte stellten Tuberkulose fest. Vier Monate später starb Vezina.

## Reguläre Saison

### Abschlusstabellen
Abkürzungen: GP = Spiele, W = Siege, L = Niederlagen, T = Unentschieden, GF = Erzielte Tore, GA = Gegentore, Pts = Punkte
|                       | GP | W  | L  | T | GF | GA  | Pts |
| --------------------- | -- | -- | -- | - | -- | --- | --- |
| Ottawa Senators       | 36 | 24 | 8  | 4 | 77 | 42  | 52  |
| Montreal Maroons      | 36 | 20 | 11 | 5 | 91 | 73  | 45  |
| Pittsburgh Pirates    | 36 | 19 | 16 | 1 | 82 | 70  | 39  |
| Boston Bruins         | 36 | 17 | 15 | 4 | 92 | 85  | 38  |
| New York Americans    | 36 | 12 | 20 | 4 | 68 | 86  | 28  |
| Toronto St. Patricks  | 36 | 12 | 21 | 3 | 92 | 114 | 27  |
| Canadiens de Montréal | 36 | 11 | 24 | 1 | 79 | 108 | 23  |

### Beste Scorer
Abkürzungen: GP = Spiele, G = Tore, A = Assists, Pts = Punkte
| Spieler       | Team         | GP | G  | A  | Pts |
| ------------- | ------------ | -- | -- | -- | --- |
| Nels Stewart  | Mtl. Maroons | 36 | 34 | 8  | 42  |
| Cy Denneny    | Ottawa       | 36 | 24 | 12 | 36  |
| Carson Cooper | Boston       | 36 | 28 | 3  | 31  |
| Jimmy Herbert | Boston       | 36 | 26 | 5  | 31  |
| Howie Morenz  | Montreal     | 31 | 23 | 3  | 26  |
| Jack Adams    | Toronto      | 36 | 21 | 5  | 26  |
| Aurèle Joliat | Montreal     | 35 | 17 | 9  | 26  |
| Billy Burch   | NY Americans | 36 | 22 | 3  | 25  |
| Hooley Smith  | Ottawa       | 28 | 16 | 9  | 25  |
| Frank Nighbor | Ottawa       | 35 | 12 | 13 | 25  |

## Stanley Cup Playoffs

### NHL Meisterschaft (1. Runde)
| Pittsburgh Pirates (3) vs. Montreal Maroons (2)                           | Pittsburgh Pirates (3) vs. Montreal Maroons (2) | Pittsburgh Pirates (3) vs. Montreal Maroons (2) | Pittsburgh Pirates (3) vs. Montreal Maroons (2) | Pittsburgh Pirates (3) vs. Montreal Maroons (2) | Pittsburgh Pirates (3) vs. Montreal Maroons (2) | Pittsburgh Pirates (3) vs. Montreal Maroons (2) |
| Datum                                                                     | Auswärtsteam                                    | Auswärtsteam                                    | Heimteam                                        | Heimteam                                        | Bem.                                            |                                                 |
| ------------------------------------------------------------------------- | ----------------------------------------------- | ----------------------------------------------- | ----------------------------------------------- | ----------------------------------------------- | ----------------------------------------------- | ----------------------------------------------- |
| 8. März                                                                   | Montreal Maroons                                | 3                                               | 1                                               | Pittsburgh Pirates                              |                                                 |                                                 |
| 11. März                                                                  | Pittsburgh Pirates                              | 3                                               | 3                                               | Montreal Maroons                                |                                                 |                                                 |
| Montreal gewinnt die Serie mit 6:4 Toren und zieht in die NHL Finals ein. |                                                 |                                                 |                                                 |                                                 |                                                 |                                                 |

### NHL-Finale
| Montreal Maroons (2) vs. Ottawa Senators (1)                                                  | Montreal Maroons (2) vs. Ottawa Senators (1) | Montreal Maroons (2) vs. Ottawa Senators (1) | Montreal Maroons (2) vs. Ottawa Senators (1) | Montreal Maroons (2) vs. Ottawa Senators (1) | Montreal Maroons (2) vs. Ottawa Senators (1) | Montreal Maroons (2) vs. Ottawa Senators (1) |
| Datum                                                                                         | Auswärtsteam                                 | Auswärtsteam                                 | Heimteam                                     | Heimteam                                     | Bem.                                         |                                              |
| --------------------------------------------------------------------------------------------- | -------------------------------------------- | -------------------------------------------- | -------------------------------------------- | -------------------------------------------- | -------------------------------------------- | -------------------------------------------- |
| 25. März                                                                                      | Ottawa Senators                              | 1                                            | 1                                            | Montreal Maroons                             |                                              |                                              |
| 27. März                                                                                      | Montreal Maroons                             | 1                                            | 0                                            | Ottawa Senators                              |                                              |                                              |
| Montreal gewinnt mit 2:1 Toren die NHL Meisterschaft und zieht in die Stanley Cup Finals ein. |                                              |                                              |                                              |                                              |                                              |                                              |

### Stanley Cup Finals
| Montreal Maroons vs. Victoria Cougars                  | Montreal Maroons vs. Victoria Cougars | Montreal Maroons vs. Victoria Cougars | Montreal Maroons vs. Victoria Cougars | Montreal Maroons vs. Victoria Cougars | Montreal Maroons vs. Victoria Cougars | Montreal Maroons vs. Victoria Cougars |
| Datum                                                  | Auswärtsteam                          | Auswärtsteam                          | Heimteam                              | Heimteam                              | Bem.                                  |                                       |
| ------------------------------------------------------ | ------------------------------------- | ------------------------------------- | ------------------------------------- | ------------------------------------- | ------------------------------------- | ------------------------------------- |
| 30. März                                               | Victoria Cougars                      | 0                                     | 3                                     | Montreal Maroons                      |                                       |                                       |
| 1. April                                               | Victoria Cougars                      | 0                                     | 3                                     | Montreal Maroons                      |                                       |                                       |
| 3. April                                               | Victoria Cougars                      | 3                                     | 2                                     | Montreal Maroons                      |                                       |                                       |
| 6. April                                               | Victoria Cougars                      | 0                                     | 2                                     | Montreal Maroons                      |                                       |                                       |
| Montreal gewinnt die Serie mit 3:1und den Stanley Cup. |                                       |                                       |                                       |                                       |                                       |                                       |

### Stanley-Cup-Sieger
| Stanley-Cup-Sieger Montréal Maroons | Torhüter: Clint Benedict Verteidiger: Albert Holway, Hobie Kitchen, Dunc Munro (C), Reg Noble Angreifer: Punch Broadbent, Bernie Brophy, Frank Carson, Chuck Dinsmore, George Horne, Merlyn Phillips, Sam Rothschild, Babe Siebert, Nels Stewart Cheftrainer & General Manager: Eddie Gerard |

## NHL Awards und vergebene Trophäen
| Auszeichnung          | Spieler       | Team             |
| --------------------- | ------------- | ---------------- |
| Hart Memorial Trophy: | Nels Stewart  | Montreal Maroons |
| Lady Byng Trophy:     | Frank Nighbor | Ottawa Senators  |